# Fernando Tambroni

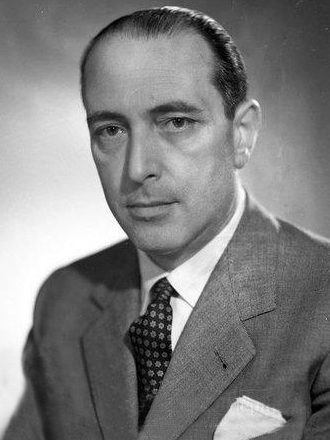
Fernando Tambroni

Fernando Tambroni Armaroli (* 25. November 1901 in Ascoli Piceno; † 18. Februar 1963 in Rom) war ein italienischer Politiker. Er war vom 25. März 1960 bis 26. Juli 1960 italienischer Ministerpräsident.

## Leben
Die Eltern von Fernando Tambroni Armaroli stammten aus der Gegend von Macerata. Sein Vater, Arturo Tambroni Armaroli, war Direktor einer Erziehungsanstalt und von 1951 bis 1961 Gemeinderat sowie stellvertretender Bürgermeister in Ancona.
Nach dem Besuch des Gymnasiums studierte Fernando Tambroni Armaroli Rechtswissenschaften an der Universität Macerata. In den 1920er Jahren trat er der Partito Popolare (PPI) bei und wurde Vizepräsident des von Giuseppe Spataro geführten katholischen Universitätsverbandes (italienisch Federazione Universitaria Cattolica Italiana). Nach der Zwangsauflösung der PPI durch die Faschisten 1926 sagte er Mussolini öffentlich seine volle Unterstützung zu, den er als „Mann der Vorsehung“ bezeichnete. 1932 trat er der Faschistischen Partei (PNF) bei. In der Nachkriegszeit dazu angesprochen, verteidigte er sich damit, dass er gezwungen worden war, der PNF beizutreten.
Während des Faschismus beschäftigte er sich zunächst mit Forensik und wurde bald ein renommierter Strafrechtler. In Ancona besaß er eine eigene Rechtskanzlei, in der auch seine Schwester Rina arbeitete, die nach dem Krieg die Kanzlei übernahm. Während des Krieges befehligte er als Offizier der Milizia Volontaria eine Flakbatterie bei Ancona. Nach Ende des Krieges nahm er seine politische Arbeit wieder auf und war am Aufbau der Democrazia Cristiana (DC) in der Region Marken wesentlich beteiligt. 1946 wurde Fernando Tambroni Armaroli für den Wahlkreis Ancona in die Assemblea Costituente gewählt.

## Politische Laufbahn
Bei der Wahl zur 1. Legislaturperiode der Republik 1948 gelang Tambroni für die DC der Einzug in die Abgeordnetenkammer. Im gleichen Jahr machte er sich als Sozialreformer in der DC einen Namen, als er entgegen der offiziellen Parteilinie zusammen mit dem damaligen Präsidenten der Abgeordnetenkammer und späteren Staatspräsidenten Giovanni Gronchi die DC für linke Positionen öffnete. Unter anderem kritisierte er die ausschließliche außenpolitische Anlehnung an die Vereinigten Staaten. Auch wenn er von der Parteispitze wieder auf Parteilinie gebracht wurde, gelang es ihm in das nationale Rampenlicht zu rücken.
Bereits in der 1. Legislaturperiode war er stellvertretender Präsident der Kommission für Öffentliche Arbeiten in der Abgeordnetenkammer. Von 1950 bis 1953 war er Unterstaatssekretär im Ministerium der Handelsmarine und von 1953 bis 1954 in den Kabinetten Pella, Fanfani I und Scelba Minister der Handelsmarine. Als Handelsmarineminister machte er sich einen Namen mit seiner Werftpolitik und dem nach ihm benannten Gesetz, in dem er mittels staatlicher Aufträge Arbeitsplätze sicherte und zugleich die italienischen Werften international konkurrenzfähig machte.
Im Kabinett Segni I wurde er 1955 zum Innenminister ernannt. Das Ministerium leitete er auch unter den Nachfolgeregierungen Zoli und Fanfani II bis 1959. Als Innenminister beschäftigte er sich unter anderem mit der Reformierung des Zivilschutzes und der Feuerwehren. Auf sein Betreiben hin wurde auch der Leichnam Benito Mussolinis in das Familiengrab nach Predappio umgebettet. Seine Leitung des Innenministeriums diente aber vor allem dazu, die Macht der DC abzusichern. Den Präfekten ordnete er vor den Parlamentswahlen an, Maßnahmen zu ergreifen, die sich positiv auf die Wahlberechtigten auswirken, insbesondere im Bereich öffentlicher Aufträge und Wohlfahrtsleistungen, um damit kommunistischen Ideen das Wasser abzugraben. Zugleich wurden von einer extra eingerichteten Abteilung des Innenministeriums, die er mit engen Vertrauten besetzte und verdeckt als Agentur Eco (it. Agenzia Eco) arbeitete, alle linken Politiker, Unterstützer und Sympathisanten karteilich erfasst. Es wurden aber auch politische Gegner innerhalb der DC oder von Sympathisanten der DC erfasst, um sie eventuell politisch zu erpressen. Um seinen Einfluss einzuschränken, wurde er, wohl auf Wunsch des Staatspräsidenten Gronchi, nach dem Rücktritt der Regierung Fanfani II unter dem Kabinett Segni II nicht mehr als Innenminister bestätigt, sondern zum Schatz- und Haushaltsminister berufen.
Innerhalb der DC stand er Amintore Fanfani nahe. Beim Parteitag der DC 1956 in Trient sprach Tambroni sich für eine beschränkte Annäherung an die Sozialistische Partei (PSI) aus, falls es die Mehrheitsverhältnisse nötig erscheinen lassen sollten. Die Zukunft der DC sah er, wie Fanfani, in einer Mitte-Links ausgerichteten Partei. Diese Strömung in der DC konnte sich aber auf dem Parteitag 1959 nicht durchsetzen. Nach dem Ausscheiden der PSI aus dem Kabinett Segni II und dem Rücktrittsgesuch von Segni im Februar 1960, wurde Tambroni mit der Regierungsbildung beauftragt. Mit Unterstützung der postfaschistischen Partei Movimento Sociale Italiano (MSI) gelang es ihm eine Minderheitsregierung der DC ins Leben zu rufen. Am 8. April wurde ihm in der Abgeordnetenkammer, gestützt von den Stimmen der MSI, die eine erneute Regierungsbeteiligung der PSI verhindern wollte, das Vertrauen ausgesprochen. Parteiinterne Spannungen, bei denen mehrere Minister der DC nach der Vertrauensabstimmung zurücktraten, zwangen Tambroni dazu seinen Rücktritt einzureichen. Nachdem in der Zwischenzeit der Versuch einer Regierungsbildung mit der PSI unter Fanfani erneut gescheitert war, verweigerte Staatspräsident Gronchi das Rücktrittsgesuch Tambronis. Am 29. April 1960 wurde ihm erneut mit den Stimmen der MSI im Senat das Vertrauen ausgesprochen.
Die von den Neofaschisten gestützte Wahl Tambronis, löste im linken Parteienspektrum einige Empörung aus. Als einige Wochen später die MSI ankündigte, seinen Parteitag in Genua, der einstigen Hochburg der Resistenza gegen den Faschismus, abzuhalten, kam es in verschiedenen italienischen Städten (Genua, Rom, Catania und Licata) zwischen Ende Juni und Anfang Juli zu öffentlichen Protestaufrufen und Demonstrationen. Am 7. Juli kamen es in Reggio nell’Emilia zu Straßenschlachten mit der Polizei, bei denen sieben Demonstranten, alle Mitglieder der Kommunistischen Partei (PCI), starben. Die Gemüter beruhigten sich erst, nachdem der Senatspräsident Cesare Merzagora und der Präsident der Abgeordnetenkammer Giovanni Leone vermittelten und die Sicherheitskräfte sich in die Kasernen zurückzogen. Unter dem Druck der Öffentlichkeit reichte Tambroni am 19. Juli 1960 schließlich seinen Rücktritt ein. In Tambronis Regierungszeit fiel auch die Zensur verschiedener Filme, unter anderem Federico Fellinis La Dolce Vita.
Nach seinem Rücktritt wurde es still um Fernando Tambroni Armaroli, politisch spielte er keine Rolle mehr. In seinen wenigen Auftritten unterstrich er stets, wie wichtig es während seiner Amtszeit als Ministerpräsident gewesen sei, den linken Demonstranten mit Entschiedenheit zu begegnen. Beim Parteitag der DC in Neapel 1960 wandte er sich strikt gegen eine Öffnung der Partei gegenüber den Linken. Mit dieser Haltung isoliert, wurde er bei den Parlamentswahlen nicht mehr als Spitzenkandidat der DC für die Region Marken nominiert. Fernando Tambroni Armaroli starb an den Folgen eines Infarktes am 18. Februar 1963 in Rom.